# 弾正台
弾正台（だんじょうだい、彈正臺）は、律令制下の太政官制に基づき設置された、監察・治安維持などを主要な業務とする官庁の一つで、古代に存在した律令体制における監察・警察機構である。唐名は、御史台（ぎょしだい）、憲台（けんだい）、霜台（そうたい）、粛正台（しゅくせいだい）、正台（せいだい）など。

## 概要・沿革
弾正台の主な職務は中央行政の監察、京内の風俗の取り締まりであり、左大臣以下の非違を摘発し、奏聞できた。官舎は皇嘉門付近にあった。行政官・立法官である太政官の影響を受けないよう独立した監察機関として設置されたが、実際は太政官の因事管隷のもと､充分機能した例は少なく、裁判権・警察権も刑部省・各官司が握っていたため、非違を発見した場合でも直接逮捕・裁判する権限はなかった。嵯峨天皇時代に令外官として検非違使が創設されて以来、徐々に権限を奪われ有名無実化した。

## 長官・吏員
長官は弾正尹（だんじょうのいん／だんじょうのかみ）で従三位相当官。機能を喪失するとともに親王が任ぜられることが多く弾正尹宮などと呼ばれた。また大納言が兼帯することもあり、尹大納言などと言われた例がある。なお、単に弾正と称した場合には弾正台の職員を指す。
四等官として、
- 尹（いん / かみ 唐名:御史大夫、御史尚書） - 1人
- 弼（ひつ / すけ 唐名:御史中丞） 
  - 大弼（だいひつ / だいすけ） - 1人
  - 少弼（しょうひつ / しょうすけ） - 1人
- 忠（ちゅう / じょう 唐名:侍御史) 
  - 大忠（だいちゅう / だいじょう) - 1人
  - 少忠（しょうちゅう / しょうじょう） -  2人
- 疏（そ / さかん 唐名:御史録事、御史主簿） 
  - 大疏（だいそ / だいさかん） - 1人
  - 少疏（しょうそ / しょうさかん） - 2人

がある。その下には台掌（だいしょう）、巡察弾正などの役も置かれた。

## 弾正尹の辞令（宣旨）の例
「薩戒記」

從二位行權大納言藤原朝臣定親

正二位行權大納言兼陸奥出羽按察使藤原朝臣公保宣

奉　勅件人宜令兼任彈正尹者

嘉吉三年六月十五日　大外記中原朝臣師郷奉

（訓読文）従二位行権大納言藤原朝臣定親（中山定親　43歳）
正二位行権大納言兼陸奥出羽按察使藤原朝臣公保（三條西公保　46歳）宣（の）る
勅（みことのり　後花園天皇　25歳）を奉（うけたまは）るに、件人（くだんのひと）宜しく弾正尹を兼任せしむべし者（てへり）
嘉吉3年（1443年）6月15日　大外記中原朝臣師郷（押小路師郷　57歳　正四位下）奉（うけたまは）る

## 任官・自称した人物
前近代の日本で「弾正（尹・大小弼・大小忠）を名乗る人物には、朝廷から弾正台の四等官として正式に任命された公認の称号もあれば、そうでない非公式な自称もある。
公家・皇族
為尊親王は弾正宮と呼ばれ、源仲国は弾正少弼であった。また、幕末に朝廷の中心人物の一人であった中川宮朝彦親王は、二品弾正尹に任ぜられ尹宮（いんのみや）と称された。
戦国大名・武将
「弾正」を称した戦国大名では、当主が代々「弾正忠（だんじょうのちゅう / だんじょうのじょう)」を自称した家系である「織田弾正忠家」出身の織田信長の場合、『歴名土代』に「織田弾正忠、平信長」と記載があり、朝廷に公認された官職である。松永久秀も永禄3年（1560年）弾正少弼に任命されていることが歴名土代で確認できる。上杉謙信は天文21年（1552年）に弾正少弼に叙任とされ、後に養子の景勝に弾正少弼の官職を譲った。景勝の子定勝は弾正大弼に叙任され、以後、江戸時代の米沢上杉家当主は代々、弾正大弼に叙任され名乗った。ここから米沢上杉家を「上杉弾正大弼家」と呼ぶことがある。
ほかに弾正忠を自称したものでは、甲斐武田氏家臣の三弾正こと高坂昌信（逃げ弾正）、真田幸隆（攻め弾正）、保科正俊（槍弾正） などが特に知られている。

## 関連文献
- 佐藤全敏「弾正台研究についての覚書」『人文科学論集 人間情報学科編』第47号、信州大学人文学部、2013年3月、165-168頁、CRID 1050282813888723840、hdl:10091/16982、ISSN 1342-2782。